# ルキウス・コルネリウス・レントゥルス・ルプス
ルキウス・コルネリウス・レントゥルス・ルプス（ラテン語: Lucius Cornelius Lentulus Lupus、- 紀元前126年）は、紀元前2世紀中頃の共和政ローマの政治家。紀元前156年にコンスル（執政官）、紀元前147年にケンソル（監察官）を務めた。

## 出自
ルプスはエトルリアに起源を持つパトリキ（貴族）であるコルネリウス氏族の出身であるが、コルネリウス氏族はローマでの最も強力で多くの枝族を持つ氏族でもあった。レントゥルスのコグノーメン（第三名、家族名）が最初に確認できる人物は、紀元前327年の執政官ルキウス・コルネリウス・レントゥルスであるが、コルネリウス氏族の他の枝族との関係は不明である。
カピトリヌスのファスティによると、ルプスの父のプラエノーメン（第一名、個人名）はグナエウス、祖父はルキウスである。父グナエウスは紀元前201年の執政官グナエウス・コルネリウス・レントゥルス、祖父は紀元前237年の執政官ルキウス・コルネリウス・レントゥルス・カウディヌス、さらに曽祖父は最高神祇官で紀元前275年の執政官ルキウス・コルネリウス・レントゥルス・カウディヌスである。曽祖父ルキウスはマニウス・クリウス・デンタトゥスとともにベネウェントゥムの戦いでピュロスに勝利したことで知られる。
ルプスの兄弟には紀元前146年の執政官グナエウス・コルネリウス・レントゥルスがおり、従兄弟には紀元前162年の補充執政官で紀元前125年から元老院筆頭となったプブリウス・コルネリウス・レントゥルスがいる。

## 経歴
ルプスが歴史資料に現れるのは紀元前163年にアエディリス・クルリス（上級按察官）に就任したときである。この権限でルプスはメガレシア祭を開催し、この間にテレンティウスの『自虐者』が初演された。
翌紀元前162年、ルプスは東方に派遣された特使の一人に選ばれた。セレウコス朝の王位継承権を持っていたデメトリオスはローマの人質となっていたが、逃走に成功してシリアに戻った。このため元老院は、ルプス、ティベリウス・センプロニウス・グラックスおよびセルウィリス・グラウィウスにギリシアと小アジアの状況を調査するよう命じた。使節団の目的は、デメトリオスのシリア帰還後の他の諸国の反応を確認し、さらにギリシアとガラティア（小アジアに移住したガリア人の国）との紛争を調停することであった。カッパドキア王アリアラテス5世は使節団を受け入れ、デメトリオスとの同盟を拒否した。しかし、デメトリオスはローマ元老院の支持を受けて王位についていた従弟のアンティオコス5世とその摂政であった将軍のリュシアスを処刑して即位し、デメトリオス1世となった。
紀元前160年あるいは紀元前159年頃プラエトル（法務官）を務めたはずである。このときコルネリウス氏族の誰かが、ティブルからの使節団に対して、元老院で告発に対する答弁のために議場を与え、後に元老院議の答弁書を送っているが、この人物はおそらくはルプスである。
紀元前156年にルプスは執政官に就任する。同僚のプレブス（平民）執政官はガイウス・マルキウス・フィグルスであった。ルプスが管轄した地域は不明であるが、ローマに戻った際に強奪の罪で裁判にかけられた。
ルプスはカルタゴとの新たな戦争（第三次ポエニ戦争）に反対し、この問題について大カトと議論したことが知られている。紀元前147年、ルプスはケンソル（監察官）に就任した。同僚はルキウス・マルキウスであった。紀元前140年、神祇官を代表してカピトリヌスの丘に水道橋を作ることに反対したが、元老院はその意見を受け入れなかった。紀元前130年にルプスは元老院筆頭となり、紀元前126年に死去するまで、この名誉ある地位を保持した。

## 参考資料

### 古代の資料
- ウァレリウス・マクシムス『有名言行録』
- シケリアのディオドロス『歴史叢書』
- カピトリヌスのファスティ
- ポリュビオス『歴史』
- マルクス・トゥッリウス・キケロ『トゥスクルム荘対談集
- セクストゥス・ユリウス・フロンティヌス『水道書』

### 研究書
- Bobrovnikova T. "Scipio African" - M .: Young Guard, 2009. - 384 p. - ISBN 978-5-235-03238-5 .
- Broughton R. Magistrates of the Roman Republic. - New York, 1951. - Vol. I. - P. 600.
- Haywood R. "Studies on Scipio Africanus" - Baltimore, 1933.
- Münzer F. Cornelii Lentuli // RE. - 1900. - Bd. VII. - Kol. 1355-1360.
- Münzer F. Cornelius 224 // RE. - 1900. - Bd. VII. - Kol. 1386-1387.